# Maria Cuffaro
Maria Cuffaro (Roma, 18 agosto 1964) è una giornalista e conduttrice televisiva italiana.

## Biografia
È nata da Salvatore Cuffaro, attore e produttore cinematografico siciliano che istituì nel 1956 la società Oscar Cuffaro Film, cugino dei Cuffaro di Villa Sperlinga, e da Chandra Klee, insegnante di yoga svizzero-indiana di una famiglia braminica; è nipote dello scultore Silvestre Cuffaro. Da ragazza tenta la carriera di pittrice con due mostre personali: a Roma nel 1980 e ad Atene nel 1986. Maestra elementare di inglese, collabora con la rivista artistica Leade per poi lavorare presso Il Manifesto, in cui ricopre il ruolo di inviata per l'India, il Pakistan e il Sudafrica. Nel 1986 passa alla radio e scrive per i settimanali Sette e Il Venerdì di Repubblica.
Nel 1989 conduce su Rai 3 il programma Il filo d'Arianna, che si occupa di inchieste dall'estero. L'anno seguente Sandro Curzi la convince a entrare nel TG3, di cui è stata conduttrice dell’edizione delle 19:00 fino al 2018. Attualmente conduce “TG3 nel Mondo”, rubrica settimanale a cura della redazione della terza rete, dedicata all'attualità internazionale.
Presentatrice del programma C'era una volta, ha collaborato con Michele Santoro nelle trasmissioni Il rosso e il nero e Sciuscià. Dal giugno 2006 è ospite fissa del programma di intrattenimento Matinée, condotto da Max Giusti e Sabrina Nobile. Nel 2017 presenta quattro puntate del programma Il mondo nuovo su Rai 3.
Nel 2005 viene insignita del Premio Ilaria Alpi per il servizio Sotto le bombe a Nassirya realizzato per la trasmissione Primo Piano di Rai 3; nel 2007 si aggiudica anche il riconoscimento giornalistico intitolato a Maria Grazia Cutuli.
Nel 2011, durante un servizio del TG3 a Tunisi, viene aggredita da alcuni manifestanti insieme al suo operatore Claudio Rubino: i due riescono a rientrare in albergo senza gravi conseguenze.
Dal 2021 è la conduttrice insieme a Stefano Palatresi del programma L'Italia con voi prodotto per gli Italiani all'estero e trasmesso da Rai Italia e on-demand su RaiPlay. Nel 2022 conduce gli speciali del TG3 sulla situazione ucraina.

## Programmi televisivi
- Il filo d'Arianna (Rai 3, 1989)
- TG3 (Rai 3, dal 1990)
- Il rosso e il nero (Rai 3, 1992-1994)
- Sciuscià (Rai 1, Rai 2, 2000-2002)
- Matinée (Rai 2, 2006-2007) ospite fisso
- Il mondo nuovo (Rai 3, 2017)
- TG3 Mondo (Rai 3, dal 2018)
- L'Italia con voi (Rai Italia, 2021)
- Speciale TG3 Ucraina (Rai 3, 2022)